# Bernhard Geier
Bernhard Geier (* 5. Dezember 1926 in Altkarbe; † Juni 2009 in Berlin) war ein deutscher Offizier (VP/NVA). Er war Generalmajor und von 1971 bis 1979 Kommandeur des Grenzkommandos Mitte der Grenztruppen der DDR. 1999 wurde er wegen Totschlags und Beihilfe zum Totschlag zu einer Freiheitsstrafe von zweieinhalb Jahren verurteilt.

## Leben
Der Sohn eines Maurers erlernte nach dem Besuch der Volksschule von 1941 bis 1943 den Beruf des Industriekaufmanns. Im Jahr 1943 wurde er zunächst zum Reichsarbeitsdienst einberufen. Von 1943 bis 1945 musste er Kriegsdienst als Funker in der Kriegsmarine leisten, zuletzt als Gefreiter.
Nach dem Krieg ging er in die Sowjetische Besatzungszone und schulte 1945/46 zum Maurer um. Am 15. Dezember 1946 wurde er Angehöriger der Volkspolizei (VP) und war bis 1948 Wachtmeister im VP-Kreisamt Lübben. Er schloss sich 1948 der SED an und ging zur Deutschen Grenzpolizei (DGP). Von 1948 bis 1950 war er Stabschef der Grenz-Kommandantur Eldena, von 1951 bis 1954 Leiter der Kommandantur der Grenzbrigade Schönberg und von 1954 bis 1956 Instrukteur im Kommando der DGP. Nach einem Sonderlehrgang 1956/57 in der UdSSR war er 1958/59 Leiter der Unterabteilung Grenzdienst im Kommando der DGP und von 1959 bis 1962 Leiter der Unterabteilung Grenzdienst im Ministerium des Innern (MdI). Von 1962 bis 1964 fungierte er als Stellvertreter des Stabschefs und Leiter der Abteilung Operativ der Stadtkommandantur Berlin und von 1964 bis 1969 als Kommandeur der 2. Grenzbrigade in Groß Glienicke bei Berlin. Geier besuchte von 1969 bis 1971 die Generalstabsakademie der UdSSR und war anschließend vom 1. Mai 1971 bis zum 31. August 1979 Kommandeur des Grenzkommandos Mitte. Am 1. März 1972 wurde er von Erich Honecker zum Generalmajor ernannt. Von 1979 bis 1984 war er Stellvertreter des Kommandeurs für Ausbildung der Offiziershochschule der Grenztruppen und Vorsitzender der Armeesportvereinigung Vorwärts Plauen. Von 1984 bis zu seiner Entlassung am 31. Dezember 1986 hatte er eine Planstelle für nicht eingesetzte Offiziere der Grenztruppen im Ministerium für Nationale Verteidigung der DDR inne.
Nach Ermittlungen ab 1993 wurde Geier am 27. August 1999 vom Berliner Landgericht für vier Grenzzwischenfälle mit tödlichem Ausgang wegen „Totschlags und Beihilfe zum Totschlag“ zu einer Freiheitsstrafe von zwei Jahren und sechs Monaten verurteilt. Vom 10. Dezember 1999 bis zum 13. April 2000 saß er in Haft, wurde aber wegen schwerer Krankheit und Haftunfähigkeit auf drei Jahre Bewährung entlassen.
Er verstarb im Alter von 83 Jahren in Berlin-Friedrichsfelde und wurde auf dem Zentralfriedhof Friedrichsfelde bestattet.

## Auszeichnungen in der DDR
- 1976 Vaterländischer Verdienstorden in Bronze
- Kampforden „Für Verdienste um Volk und Vaterland“ in Gold